# Błuskajmy Małe
Błuskajmy Małe (niem. Klein Bloßkeim) – osada w Polsce położona w województwie warmińsko-mazurskim, w powiecie kętrzyńskim, w gminie Korsze.
W latach 1975–1998 miejscowość administracyjnie należała do województwa olsztyńskiego.

## Położenie geograficzne
Osada jest położona na północnych krańcach gminy Korsze w bezpośredniej bliskości z gminą Sępopol w powiecie bartoszyckim. Pod względem historycznym miejscowość leży w Prusach Dolnych, na obszarze dawnej pruskiej Barcji. Pod względem fizycznogeograficznym jest położona na Nizinie Sępopolskiej, będącej częścią Niziny Staropruskiej. Na wschód od zabudowań wsi płynie swobodnie meandrujący Guber. W kierunku północno-zachodnim od Błuskajm Małych rozciągają się kompleksy leśne położone między Lwowcem a Romankowem. Osada leży nieopodal drogi lokalnej wyłożonej płytami betonowymi, która łączy Prosnę i Lwowiec.

## Historia
Wieś wydzielona została z Błuskajm Wielkich w XIX wieku. Błuskajmy Małe w 1913 r. wchodziły jako folwark w skład majątku ziemskiego Prosna.

## Ochrona przyrody
Teren osady i jej okolic jest częścią obszaru Natura 2000, a mianowicie obszaru specjalnej ochrony ptaków Ostoja Warmińska. Jest to także teren wchodzący w skład Obszaru Chronionego Krajobrazu Doliny Rzeki Guber.
W pobliżu Błuskajm na odcinku 600 m rośnie aleja 50 dębów szypułkowych o obwodzie pnia 150-280 cm. Jest ona od 19.01.1978 zarejestrowana jako pomnik przyrody.